# Distretto di Zarične
Il distretto di Zarične (in ucraino Зарічненський район?, Zaričnens'kyj rajon) era un distretto dell'Ucraina, situato nell'oblast' di Rivne, con capoluogo Zarične. È stato soppresso in seguito alla riforma amministrativa del 2020.